# Chorgon núr
Chorgon núr (mongolsky Хурган нуур) je sladkovodní jezero v Bajanölgijském ajmagu v Mongolsku. Nachází se v rozsáhlé mezihorské propadlině na severním svahu Mongolského Altaje. Má rozlohu 71 km². Je 23,3 km dlouhé a maximálně 6 km široké. Dosahuje maximální hloubky 28 m a objemu 0,537 km³. Leží v nadmořské výšce 2072 m.

## Vodní režim
Přes jezero protéká řeka Chovd gol. Spolu s jezerem Choton núr, které leží výše proti proudu řeky, je známo pod označením Chovdská jezera. V zimě jezero zamrzá.

## Fauna
Jezero je bohaté na ryby.